# Runiversalis
Runiversalis (Руниверсалис; zkráceně Runi, Руни) je ruská online encyklopedie vycházející z ruské Wikipedie, ale s výrazným proruským vládním pohledem na světové události. Má být „očištěna od propagandy a škodlivého obsahu“.
Poslanec Státní dumy Anton Gorelkin ze strany Jednotné Rusko uvedl, že Runiversalis deklaruje respekt k požadavkům ruské legislativy a ruským tradičním hodnotám. „To znamená, že jakékoliv pokusy o to, aby byly články levicově liberální a prozápadní, budou potlačeny,“ řekl. Runiversalis např. nezmiňuje válku na Ukrajině v roce 2022, místo toho ji označuje jako „zvláštní vojenskou operaci“.
Stránka byla spuštěna s 9 000 články, přičemž mnoho z nich bylo převzato bez úprav z ruské Wikipedie. Ta má přitom 1,85 mil. článků. Runiversalis je založen na MediaWiki, softwaru, na kterém běží Wikipedie.
Nová encyklopedie byla spuštěna již 9. června 2022. Média o ní však informovala až 23. srpna. O několik hodin později přestal web fungovat kvůli podezření na DDoS útok.